# الدوري الشمالي الممتاز 1974–75
الدوري الشمالي الممتاز 1974–75 هو موسم من دوري الشمال الممتاز ‏. فاز فيه ويغان أتلتيك.